# Yola Ramírez
Yolanda "Yola" del Monte Carmelo Ramírez y Partida, född 1 mars 1935 i Teziutlán, Puebla, död 9 mars 2025, var en mexikansk tennisspelare.

## Tenniskarriären
Yola Ramírez är den hittills mest framgångsrika kvinnliga tennisspelaren från Mexiko med stora internationella framgångar i slutet av 1950-talet och 1960-talets första år. Hon rankades som etta i sitt hemland 1959 och var samtidigt rankad som världstia i singel. Under karriären noterade hon vinster i Grand Slam-turneringar över spelare som Billie Jean King, Ann Haydon Jones och Christine Truman Janes. 
Yola Ramírez var två gånger uppe i singelfinalen i Franska mästerskapen. Första gången var 1960 då hon finalbesegrades av amerikanskan och det årets världstvåa Darlene Hard. Hard vann med 6-3, 6-4 och tog därmed sin första GS-titel i singel. Året därpå, 1961, nådde Ramírez åter finalen i mästerskapen och ställdes den gången mot Ann Haydon Jones. Ramírez förlorade även denna final (2-6, 1-6). Ramírez hade förutom dessa två finaler också andra framgångar som singelspelare i GS-sammanhang. Hon nådde kvartsfinal i Wimbledonmästerskapen 1959 och 1960, liksom i Amerikanska mästerskapen (1961 och 1963) och semifinal i Australiska mästerskapen (1962). 
Sina största segrar vann Ramírez i dubbel. År 1958 spelade hon tillsammans med Rosie Reyes i Franska mästerskapen och nådde finalen. Paret besegrade det australiska spelarparet Mary Bevis Hawton/Thelma Coyne Long med 6-4, 7-5. Året därpå vann hon mixed dubbeltiteln i Franska mästerskapen tillsammans med Billy Knight. I finalen besegrade de Rod Laver/Renée Schuurman. År 1960 vann hon dubbeltiteln i Italienska grusmästerskapen.        
Efter avslutad tävlingskarriär verkade Yola Ramírez bland annat som tennistränare.

## Grand Slam-titlar
- Franska mästerskapen
  - Dubbel - 1958
  - Mixed dubbel - 1959